# Książki o Książce
Książki o Książce – popularnonaukowa seria wydawnicza wydawana przez Ossolineum we Wrocławiu.
Seria zaczęła ukazywać się w 1960 roku. Jej celem była popularyzacja zagadnień z zakresu szeroko pojętej bibliologii.
Poruszała szeroki wachlarz tematów, od kwestii związanych z produkcją książki, poligrafią i procesem wydawniczym poprzez tematykę historii książki w różnych epokach po sylwetki bibliofilów, bibliotekarzy, wydawców i artystów.
W latach sześćdziesiątych poszczególne tomiki ukazywały się w nakładach od 3000 do 7000 egzemplarzy. Szatę graficzną serii zaprojektował Wiesław Zajączkowski, później ukazywała się w opracowaniu graficznym Leona Urbańskiego.
W serii ukazały się:
1. Wyspiański, artysta książki, Elżbieta Skierkowska, 1960, wznowienie 1970
2. Książka w świecie islamu, Józef Bielawski, 1961
3. Przypadki jej królewskiej mości książki, Ludwik Gocel, 1963
4. Książka szła za emigrantem, Stanisław Strumph-Wojtkiewicz, 1963
5. Mała poligrafia, Adam Wysocki, 1965
6. Poligrafia książki, Jan Kuglin, 1964, wydanie poprawione i rozszerzone 1968
7. Dziwne historie książki, Zbysław Arct, 1969
8. Sennewaldowie, księgarze i wydawcy warszawscy, Andrzej Skrzypczak, 1969
9. Współczesna ilustracja książki, Elżbieta Skierkowska, 1969
10. Ambasador książki polskiej w Paryżu Władysław Mickiewicz, Andrzej Kłossowski, 1971
11. Książka się rozwija, Anna Świderkówna, Maria Nowicka, 1970
12. Mikrofilm: nowa postać książki, Andrzej Wyczański, 1972
13. Księgarstwo w społeczeństwie współczesnym, Radosław Cybulski, 1970, wznowienie 1978
14. Gawędy o księgarzach, Zbysław Arct, 1972
15. Józef Zawadzki – księgarz, drukarz, wydawca, Radosław Cybulski, 1972
16. Biblioteka a świat współczesny, Jadwiga Kołodziejska, 1973
17. Oficyna ossolińska w latach 1920–1939, Wiesława Kocyba-Kamińska, 1973
18. Drzeworytowe książki średniowiecza, Bronisław Kocowski, 1974
19. Dzieje starego papieru, Kazimiera Maleczyńska, 1974
20. Jakub Mortkowicz, księgarz i wydawca, Marianna Mlekicka, 1974
21. O bibliografii dla niewtajemniczonych, Helena Hleb-Koszańska, 1974
22. Twórcy nowoczesnego bibliotekarstwa polskiego, [red. Bronisław Kocowski], 1974
23. Samuel Bogumił Linde – bibliotekarz i bibliograf, Olena Błażejewicz, 1975
24. 55 lat wśród książek, Jan Michalski, 1976
25. Książka grecka, średniowieczna i renesansowa, Janina Czerniatowicz, 1976
26. Staropolski świat książek, Barbara Bieńkowska, 1976
27. Bibliotekarska służba Stefana Żeromskiego, Bartłomiej Szyndler, 1977
28. Ekslibris godło bibliofila Marian Jan Wojciechowski, 1978
29. Gabriel Korbut: życie i dzieło, Barbara Sordylowa, 1978
30. Prasa – nasz chleb powszedni, Walery Pisarek, 1978
31. Tytus Działyński i jego dzieło: 150 lat dziejów Biblioteki Kórnickiej, Bogumiła Kosmanowa, Marceli Kosman, 1978
32. Semiotyka książki, Teodor Zbierski, 1978
33. Antyczna książka ilustrowana, Maria Nowicka, 1979
34. Praca wydawcy naukowego, Jerzy Starnawski, 1979
35. Z dziejów nauki o książce, Krzysztof Migoń, 1979
36. Biblioteki naukowe, Leon Łoś, 1980
37. Kornowie, Aleksandra Mendykowa, 1980
38. Portrety bibliotekarzy polskich, [red. tomu Irena Morsztynkiewiczowa], 1980
39. Karol Estreicher (st.) twórca „Bibliografii polskiej”, Józef Korpała, 1980
40. Polskich broniły progów, Jan Wróblewski, 1981
41. Tygodnik ilustrowany „Kłosy” (1865-1890), Bartłomiej Szyndler, 1981
42. Jan III Sobieski – miłośnik ksiąg, Irena Komasara, 1982
43. Sztuka typograficzna Młodej Polski, Janusz Sowiński, 1982
44. Wenecka oficyna Alda Manucjusza i Polska w orbicie jej wpływów, Mieczysław Rokosz, 1982
45. Współczesne polskie drukarstwo i grafika książki: mały słownik encyklopedyczny, red. tom. Brunon Kleszczyński, Krzysztof Racinowski, 1982
46. Współczesne polskie księgarstwo: mały słownik encyklopedyczny, [red. t. Radosław Cybulski], 1981
47. Philobiblon polski, Cecylia Dunin, Janusz Dunin, 1983
48. Sylwetki polskich bibliologów, Stefan Kubów, 1983
49. Czytelnik i książka w Wielkim Księstwie Litewskim w dobie Renesansu i Baroku, Maria Barbara Topolska, 1984
50. Na obczyźnie: ludzie polskiej książki, Andrzej Kłossowski, 1984
51. Krótka historia bibliografii polskiej, Józef Korpała, 1986
52. Współczesne polskie introligatorstwo i papiernictwo: mały słownik encyklopedyczny, [red. tomu Jerzy Celma-Panek, Stefan Libiszowski], 1986
53. Drukarstwo muzyczne w Europie do końca XVIII wieku, Maria Przywecka-Samecka, 1987
54. Książki i biblioteki w Polsce okresu zaborów, Kazimiera Maleczyńska, 1987
55. Mickiewicz ilustrowany, Małgorzata Komza, 1987
56. Książka w Petersburgu, Iosif Barenbaum, przeł. Jerzy Jakubowski, 1988
57. Andriolli i rozwój drzeworytu w Polsce, Gabriela Socha, 1989
58. Autor, dzieło, wydawca, Jan Trzynadlowski, 1979, wyd. 2 uzup. 1988
59. Adam Półtawski – typograf artysta, Janusz Sowiński, 1988
60. Krzysztof Plantin i Officina Plantiniana, Barbara Górska, 1989
61. „Dzieje ojczyste dla ludu” doby romantyzmu, Bronisława Woźniczka-Paruzel, 1990
62. Dzieje książki polskiej na Śląsku, Aleksandra Mendykowa, 1991
63. Książka na świecie: obraz statystyczny produkcji wydawniczej w latach 1980–1986, Radosław Cybulski, 1991
64. Książka na dworach Wazów w Polsce, Irena Komasara, 1994
65. Książka ormiańska w latach 1512–1920, Rafajel Iszchanian, ze wschodnio-ormiańskiego przeł. Andrzej Pisowicz, 1994
66. Książka polska i księgozbiory we Lwowie w epoce renesansu i baroku, Edward Różycki, 1994
67. Typografia wytworna w Polsce 1919-1939, Janusz Sowiński, 1995